# Hockey op de Gemenebestspelen 2014 - Vrouwen
De vijfde editie van het hockeytoernooi van de Gemenebestspelen voor vrouwen had plaats op de Gemenebestspelen van 2010 in het  Glasgow National Hockey Centre in Glasgow, Schotland. Het toernooi liep van 24 juli tot en met 2 augustus. Tien landen namen deel. Australië wist de titel met succes te verdedigen en won voor de vierde keer.

## Resultaten

### Eerste ronde
De twee beste landen uit elke groep plaatsen zich voor de halve finale.

#### Groep A
| Team               | GS | W | G | V | DV | DT | +/− | Pnt |
| ------------------ | -- | - | - | - | -- | -- | --- | --- |
| Nieuw-Zeeland      | 4  | 4 | 0 | 0 | 25 | 1  | +24 | 12  |
| Zuid-Afrika        | 4  | 3 | 0 | 1 | 22 | 4  | +18 | 9   |
| India              | 4  | 2 | 0 | 2 | 20 | 8  | +12 | 6   |
| Canada             | 4  | 1 | 0 | 3 | 6  | 13 | −7  | 3   |
| Trinidad en Tobago | 4  | 0 | 0 | 4 | 1  | 48 | −47 | 0   |

| 24 juli 2014 14:00 |         |                    |                                                                   |
| Zuid-Afrika        | 16–0    | Trinidad en Tobago | Scheidsrechters: Annabelle Willox (WAL) Miskarmalia Ariffin (SIN) |
|                    | verslag |                    | Scheidsrechters: Annabelle Willox (WAL) Miskarmalia Ariffin (SIN) |

| 24 juli 2014 16:00 |         |        |                                                           |
| India              | 4–2     | Canada | Scheidsrechters: Kylie Seymour (AUS) Hannah Sanders (ENG) |
|                    | verslag |        | Scheidsrechters: Kylie Seymour (AUS) Hannah Sanders (ENG) |

| 25 juli 2014 19:00 |         |                    |                                                        |
| Nieuw-Zeeland      | 14–0    | Trinidad en Tobago | Scheidsrechters: Alex Walker (SCO) Wendy Stewart (CAN) |
|                    | verslag |                    | Scheidsrechters: Alex Walker (SCO) Wendy Stewart (CAN) |

| 25 juli 2014 21:00 |         |        |                                                         |
| Zuid-Afrika        | 2–0     | Canada | Scheidsrechters: Sarah Wilson (SCO) Ayana McClean (TRI) |
|                    | verslag |        | Scheidsrechters: Sarah Wilson (SCO) Ayana McClean (TRI) |

| 27 juli 2014 14:00 |         |                    |                                                              |
| Canada             | 4-1     | Trinidad en Tobago | Scheidsrechters: Alex Walker (SCO) Miskarmalia Ariffin (SIN) |
|                    | verslag |                    | Scheidsrechters: Alex Walker (SCO) Miskarmalia Ariffin (SIN) |

| 27 juli 2014 16:00 |         |               |                                                              |
| India              | 0-3     | Nieuw-Zeeland | Scheidsrechters: Kylie Seymour (AUS) Nur Hafizah Azman (MAS) |
|                    | verslag |               | Scheidsrechters: Kylie Seymour (AUS) Nur Hafizah Azman (MAS) |

| 28 juli 2014 19:00 |         |       |                                                               |
| Trinidad en Tobago | 0-14    | India | Scheidsrechters: Hannah Sanders (ENG) Nur Hafizah Azman (MAS) |
|                    | verslag |       | Scheidsrechters: Hannah Sanders (ENG) Nur Hafizah Azman (MAS) |

| 28 juli 2014 21:00 |         |               |                                                             |
| Zuid-Afrika        | 1-2     | Nieuw-Zeeland | Scheidsrechters: Kylie Seymour (AUS) Annabelle Willox (WAL) |
|                    | verslag |               | Scheidsrechters: Kylie Seymour (AUS) Annabelle Willox (WAL) |

| 30 juli 2014 14:00 |         |        |                                                                 |
| Nieuw-Zeeland      | 6-0     | Canada | Scheidsrechters: Nur Hafizah Azman (MAS) Annelize Rostron (RSA) |
|                    | verslag |        | Scheidsrechters: Nur Hafizah Azman (MAS) Annelize Rostron (RSA) |

| 30 juli 2014 16:00 |         |             |                                                              |
| India              | 2-3     | Zuid-Afrika | Scheidsrechters: Hannah Sanders (ENG) Annabelle Willox (WAL) |
|                    | verslag |             | Scheidsrechters: Hannah Sanders (ENG) Annabelle Willox (WAL) |

#### Groep B
| Team      | GS | W | G | V | DV | DT | +/− | Pnt |
| --------- | -- | - | - | - | -- | -- | --- | --- |
| Australië | 4  | 4 | 0 | 0 | 25 | 0  | +25 | 12  |
| Engeland  | 4  | 3 | 0 | 1 | 9  | 4  | +5  | 9   |
| Schotland | 4  | 2 | 0 | 2 | 5  | 11 | −6  | 6   |
| Maleisië  | 4  | 0 | 1 | 3 | 0  | 11 | −11 | 1   |
| Wales     | 4  | 0 | 1 | 3 | 0  | 13 | −13 | 1   |

| 24 juli 2014 09:00 |         |          |                                                         |
| Australië          | 4–0     | Maleisië | Scheidsrechters: Sarah Wilson (SCO) Wendy Stewart (CAN) |
|                    | verslag |          | Scheidsrechters: Sarah Wilson (SCO) Wendy Stewart (CAN) |

| 24 juli 2014 11:00 |         |       |                                                         |
| Engeland           | 2–0     | Wales | Scheidsrechters: Aleesha Unka (NZL) Ayana McClean (TRI) |
|                    | verslag |       | Scheidsrechters: Aleesha Unka (NZL) Ayana McClean (TRI) |

| 25 juli 2014 14:00 |         |       |                                                                 |
| Australië          | 9–0     | Wales | Scheidsrechters: Annelize Rostron (RSA) Nur Hafizah Azman (MAS) |
|                    | verslag |       | Scheidsrechters: Annelize Rostron (RSA) Nur Hafizah Azman (MAS) |

| 25 juli 2014 16:00 |         |          |                                                               |
| Schotland          | 2–0     | Maleisië | Scheidsrechters: Aleesha Unka (NZL) Miskarmalia Ariffin (SIN) |
|                    | verslag |          | Scheidsrechters: Aleesha Unka (NZL) Miskarmalia Ariffin (SIN) |

| 27 juli 2014 09:00 |         |           |                                                             |
| Schotland          | 0-9     | Australië | Scheidsrechters: Annabelle Willox (WAL) Ayana McClean (TRI) |
|                    | verslag |           | Scheidsrechters: Annabelle Willox (WAL) Ayana McClean (TRI) |

| 27 juli 2014 11:00 |         |          |                                                             |
| Engeland           | 5-0     | Maleisië | Scheidsrechters: Annelize Rostron (RSA) Wendy Stewart (CAN) |
|                    | verslag |          | Scheidsrechters: Annelize Rostron (RSA) Wendy Stewart (CAN) |

| 28 juli 2014 14:00 |         |          |                                                        |
| Australië          | 3-0     | Engeland | Scheidsrechters: Aleesha Unka (NZL) Sarah Wilson (SCO) |
|                    | verslag |          | Scheidsrechters: Aleesha Unka (NZL) Sarah Wilson (SCO) |

| 28 juli 2014 16:00 |         |           |  |
| Wales              | 0-2     | Schotland |  |
|                    | verslag |           |  |

| 30 juli 2014 09:00 |         |          |                                                                |
| Schotland          | 1-2     | Engeland | Scheidsrechters: Wendy Stewart (CAN) Miskarmalia Ariffin (SIN) |
|                    | verslag |          | Scheidsrechters: Wendy Stewart (CAN) Miskarmalia Ariffin (SIN) |

| 30 juli 2014 11:00 |         |       |                                                        |
| Maleisië           | 0-0     | Wales | Scheidsrechters: Kylie Seymour (AUS) Alex Walker (SCO) |
|                    | verslag |       | Scheidsrechters: Kylie Seymour (AUS) Alex Walker (SCO) |

### Kruisingswedstrijden
Halve finale
| 1 augustus 2014 12:15 |         |           |                                                        |
| Zuid-Afrika           | 1-7     | Australië | Scheidsrechters: Aleesha Unka (NZL) Sarah Wilson (SCO) |
|                       | verslag |           | Scheidsrechters: Aleesha Unka (NZL) Sarah Wilson (SCO) |

| 1 augustus 2014 14:30 |              |          |                                                             |
| Nieuw-Zeeland         | 1-1 1-3 (ns) | Engeland | Scheidsrechters: Annelize Rostron (RSA) Kylie Seymour (AUS) |
|                       | verslag      |          | Scheidsrechters: Annelize Rostron (RSA) Kylie Seymour (AUS) |

### Plaatsingswedstrijden
Om de negende plaats
| 31 juli 2014 19:00 |         |       |                                                       |
| Trinidad en Tobago | 0-4     | Wales | Scheidsrechters: Alex Walker (SCO) Sarah Wilson (SCO) |
|                    | verslag |       | Scheidsrechters: Alex Walker (SCO) Sarah Wilson (SCO) |

Om de zevende plaats
| 31 juli 2014 21:15 |              |          |                                                          |
| Canada             | 2-2 0-3 (ns) | Maleisië | Scheidsrechters: Hannah Sanders (ENG) Aleesha Unka (NZL) |
|                    | verslag      |          | Scheidsrechters: Hannah Sanders (ENG) Aleesha Unka (NZL) |

Om de vijfde plaats
| 1 augustus 2014 10:00 |         |           |                                                                |
| India                 | 2-1     | Schotland | Scheidsrechters: Miskarmalia Ariffin (SIN) Ayana McClean (TRI) |
|                       | verslag |           | Scheidsrechters: Miskarmalia Ariffin (SIN) Ayana McClean (TRI) |

Om de derde plaats
| 2 augustus 2014 18:00 |         |               |                                                             |
| Zuid-Afrika           | 2-5     | Nieuw-Zeeland | Scheidsrechters: Annabelle Willox (WAL) Kylie Seymour (AUS) |
|                       | verslag |               | Scheidsrechters: Annabelle Willox (WAL) Kylie Seymour (AUS) |

Finale
| 2 augustus 2014 20:15 |              |          |                                                             |
| Australië             | 1-1 3-1 (ns) | Engeland | Scheidsrechters: Annabelle Willox (WAL) Wendy Stewart (CAN) |
|                       | verslag      |          | Scheidsrechters: Annabelle Willox (WAL) Wendy Stewart (CAN) |

## Eindrangschikking
| rang   | land               |
| ------ | ------------------ |
| Goud   | Australië          |
| Zilver | Engeland           |
| Brons  | Nieuw-Zeeland      |
| 4      | Zuid-Afrika        |
| 5      | India              |
| 6      | Schotland          |
| 7      | Maleisië           |
| 8      | Canada             |
| 9      | Wales              |
| 10     | Trinidad en Tobago |

Kuala Lumpur 1998 (mannen, vrouwen) · 
Manchester 2002 (mannen, vrouwen) · 
Melbourne 2006 (mannen, vrouwen) · 
Delhi 2010 (mannen, vrouwen) · 
Glasgow 2014 (mannen, vrouwen)
Atletiek · Badminton · Boksen · Bowls · Gewichtheffen · Gymnastiek · Hockey · Judo · Netball · Rugby sevens · Schietsport · Schoonspringen · Squash · Tafeltennis · Triatlon · Wielersport · Worstelen · Zwemmen